# 아웃스탠딩
아웃스탠딩은 대한민국의 IT 분야 언론이자 인터넷 신문이다. 대화체 기사, 본문 내 이모티콘 및 아바타 삽입 등 새로운 시도로 좋은 반응을 얻었다. 2015년 12월 한국온라인저널리즘 어워드 '뉴스 및 콘텐츠 운영' 부문을 수상하였으며 창간 4개월 만인 2015년 5월 월간 순방문자 수가 20만명을 돌파하였다.
주로 기고하는 분야는 이슈, 경영, 투자, 비즈니스, 과학기술, 대중문화, 서비스 리뷰 등이 있으며, 총 12개 카테고리로 분류되어 있다.
2018년 12월 리디주식회사에 인수되었다.
2025년에는 경제 전문 유튜브 채널 삼프로TV와 함께 ‘앙트러프러너십 칼리지’라는 이름의 강연 프로그램을 개설하였다. 이 프로그램은 10명의 실전 창업가를 강사로 초청해 예비 창업자들에게 현장 중심의 조언과 네트워킹 기회를 제공하는 것을 목표로 하며, 조찬 모임, 강연, 현장 질의응답으로 구성된 10주 과정으로 운영되고 있다. 이 협업은 미디어 플랫폼이 단순 정보 전달을 넘어, 실질적 경제 주체를 대상으로 한 교육 및 네트워크 구축 영역으로 확장되고 있는 사례로 언급된다.